# Karel Bačík
Karel Bačík, později znám též jako Charles Bacik (25. června 1910 – 11. července 1991), byl český sklář, zakladatel továrny a značky křišťálového skla Waterford Crystal v Irsku.
Narodil se v Nové Říši. V roce 1935 začal pracovat ve sklárně ve Světlé nad Sázavou a později se stal majitelem několika továren. V době okupace byl pronásledován. Po roce 1945 byly jeho továrny znárodněny a emigroval do Irska. V roce 1947 založil spolu s dublinským továrníkem Barnardem Fitzpatrickem továrnu Waterford Glass, na které spolupracoval s technologickým projektantem Miroslavem Havlem. V roce 1950 firmu prodal a zůstal pracovat jako manažer společnosti do roku 1974.
Jeho vnučkou je irská politička a předsedkyně Irské strany práce Ivana Bacik.